# Homero Richards
Homero Richards (Cidade do México, 8 de junho de 1976) é um automobilista mexicano.
Bicampeão da Panam GP Series em 2004 e 2006, disputou apenas o GP de sua cidade natal, válido pela temporada 2005 da Champ Car, pela equipe CTE-HVM Racing. Ao terminar a prova em 16º lugar, obteve 5 pontos e o 28º posto na classificação geral (última posição na tabela). Richards foi, também, um dos 7 pilotos que disputaram uma única etapa na temporada - os outros foram Charles Zwolsman (Team Australia), Tarso Marques, Ryan Dalziel, Michael Valiante (Dale Coyne Racing), Fabrizio del Monte (Jensen MotorSport) e Jorge Goeters (PKV Racing).